# IG Port
IG Port Inc. (株式会社IGポート, Kabushiki gaisha Ai Jī Pōto) est une coentreprise holding japonaise fondée le 1er décembre 2007 à la suite de la fusion entre les holdings du studio d'animation japonais Production I.G et de la maison d'édition Mag Garden.

## Histoire
L'annonce de la fusion entre Production I.G et Mag Garden a eu lieu le 4 juillet 2007. Plus précisément, la société d'origine, Production I.G, a été transformée en une société de portefeuille un mois avant la fusion. Parallèlement au changement de nom, la plupart de ses tâches et de sa gestion antérieures de la société a été transféré vers une nouvelle filiale développée qui est appelée Production I.G. Un mois après la fusion avec Mag Garden en bourse, IG Port (la holding de « l'ancienne » I.G et de Mag) est désormais propriétaire à 100% de la « nouvelle » Production I.G, de XEBEC et de Mag Garden qui sont devenues ses filiales.
En juin 2012, Wit Studio est créée en tant que filiale de planification et de production d'animation, IG Port détient deux tiers des actions de la société tandis que 21,6% est détenu par George Wada et les 10% restants par Tetsuya Nakatake ; ces derniers sont également nommés à la tête du studio.
En 2014, la société a annoncé la création d'une nouvelle division d'animation appelée Signal.MD. Katsuji Morishita, membre du conseil d'administration de Production I.G, a été nommé directeur général de SIGNAL.MD.
Le conseil d'administration a voté le 20 octobre 2018 la création d'une nouvelle filiale destinée à développer la publication numérique ; appelée Lingua Franca, elle est officiellement fondée le 1er novembre 2018 avec Kyōhei Shinfuku, éditeur de manga chez Mag Garden, nommé en tant que directeur-représentant.
Le 20 novembre 2018, elle a vendu XEBEC à Sunrise après des déficits constants enregistrés par la filiale au cours des différentes années. En mars 2019, Sunrise a annoncé la création d'une nouvelle société, appelée Sunrise Beyond, à l'adresse actuelle de Xebec et dont les activités en cours de Xebec lui ont été transférées. La transaction, qui s'élève à 300 millions de yens, a été réalisée le 1er avril 2019. Le département de coloration de XEBEC est transféré à Signal.MD tandis que le département de photographie et le studio XEBECzwei sont intégrés dans Production I.G ; la production de Sōkyū no Fafner: Beyond est resté chez XEBECzwei qui est renommé à l’occasion en IG zwei.

## Sociétés affiliées

### Sociétés actuelles
- Production I.G, Inc.
- Mag Garden Corporation
- Wit Studio, Inc.
- Signal.MD, Inc.
- Lingua Franca, Inc.
- Production I.G.,LLC

### Anciennes sociétés
- XEBEC